# تيم كرابتري
تيم كرابتري (بالإنجليزية: Tim Crabtree)‏ هو لاعب كرة قاعدة أمريكي، ولد في 13 أكتوبر 1969 في جاكسون في الولايات المتحدة.

## وصلات خارجية
- تيم كرابتري على موقعبيزبول رفرنس.كوم (الدوري الرئيسي) (الإنجليزية)
- تيم كرابتري على موقعبيزبول رفرنس.كوم (الدوري الثانوي) (الإنجليزية)
- تيم كرابتري على موقع مشجعي الرسوم البيانية (الإنجليزية)